# 퀼루주

퀼루 주의 위치

퀼루주(프랑스어: Kwilu)는 콩고 민주 공화국 남서부에 위치한 주로 주도는 키퀴트이며 면적은 78,219km2, 인구는 5,174,718명(2005년 기준), 인구 밀도는 66명/km2이다.
2006년에 개정되어 2015년에 시행된 콩고 민주 공화국 헌법에 따라 반둔두 주에서 분리되어 신설되었다. 북쪽으로는 마이은돔베 주, 동쪽으로는 카사이 주, 남쪽으로는 쾅고 주, 서쪽으로는 킨샤사와 접한다.